# Lynden (Washington)
Lynden az Amerikai Egyesült Államok északnyugati részén, Washington állam Whatcom megyéjében elhelyezkedő város. A 2010. évi népszámlálási adatok alapján 11 951 lakosa van.
2016 májusában Donald Trump a vásártéren beszédet tartott, ezzel ő az első elnökjelölt, aki választási kampánya részeként a városba látogatott.
A közoktatási intézmények fenntartója a Lyndeni Tankerület, emellett egyházi iskolák is működnek a városban.

## Éghajlat
A város éghajlata óceáni (a Köppen-skála szerint Cfb).
| Hónap                            | Jan.  | Feb.  | Már. | Ápr. | Máj. | Jún. | Júl. | Aug. | Szep. | Okt. | Nov.  | Dec.  | Év    |
| -------------------------------- | ----- | ----- | ---- | ---- | ---- | ---- | ---- | ---- | ----- | ---- | ----- | ----- | ----- |
| Rekord max. hőmérséklet (°C)     | 15,0  | 17,8  | 17,2 | 23,9 | 30,0 | 28,3 | 31,1 | 31,1 | 28,9  | 28,3 | 17,2  | 13,9  | 31,1  |
| Átlagos max. hőmérséklet (°C)    | 7,0   | 8,9   | 11,4 | 14,4 | 17,7 | 20,4 | 22,9 | 23,1 | 20,2  | 14,6 | 9,5   | 6,3   | 14,7  |
| Átlaghőmérséklet (°C)            | 4,0   | 5,1   | 7,2  | 9,7  | 12,8 | 15,5 | 17,4 | 17,4 | 14,6  | 10,3 | 6,3   | 3,4   | 10,3  |
| Átlagos min. hőmérséklet (°C)    | 0,9   | 1,3   | 2,9  | 4,9  | 7,9  | 10,6 | 12,0 | 11,7 | 9,0   | 5,9  | 3,1   | 0,5   | 5,9   |
| Rekord min. hőmérséklet (°C)     | −12,2 | −11,1 | −7,2 | −2,2 | 2,8  | 3,9  | 5,0  | 6,7  | 3,9   | −6,1 | −13,9 | −13,9 | −13,9 |
| Átl. csapadékmennyiség (mm)      | 140   | 86    | 97   | 79   | 74   | 56   | 36   | 36   | 56    | 110  | 160   | 130   | 1060  |
| Forrás: BestPlaces és MyForecast |       |       |      |      |      |      |      |      |       |      |       |       |       |

## Népesség
A 2010-es népszámláláskor a városnak 11 951 lakója, 4594 háztartása és 3248 családja volt. A népsűrűség 849,4 fő/km2. A lakóegységek száma 4812, sűrűségük 341,8 db/km2. A lakosok 89,7%-a fehér, 0,7%-a afroamerikai, 0,9%-a indián, 2,5%-a ázsiai, 0,2%-a a Csendes-óceáni szigetekről származik, 4%-a egyéb, 2,1%-a pedig kettő vagy több etnikumú. A spanyol vagy latino származásúak aránya 8,7% (   )
A háztartások 32,7%-ában élt 18 évnél fiatalabb. 60,1% házas, 8,1% egyedülálló nő, 2,6% egyedülálló férfi, 29,3% pedig nem család. 26,5% egyedül élt; 15,8%-uk 65 éves vagy idősebb. Egy háztartásban átlagosan 2,57 személy élt; a családok átlagmérete 3,11 fő.
A medián életkor 38,6 év volt. A város lakóinak 26,4%-a 18 évesnél fiatalabb, 7,6% 18 és 24 év közötti, 23,5%-uk 25 és 44 év közötti, 22,8%-uk 45 és 64 év közötti, 19,6%-uk pedig 65 éves vagy idősebb. A lakosok 46,8%-a férfi, 53,2%-a pedig nő.

## Kultúra és vallás
A Northwest Raspberry Festivalt júliusban rendezik meg. Vallási okokból vasárnap az üzletek többsége zárva tart. A vasárnapi szesztilalmat 2008. október 20-án oldották fel.

## Közlekedés
A település közúton a WA-539-en és a WA-546-on közelíthető meg. A Whatcom Transportation Authority buszokat közlekedtet a szomszédos városokba. A Sumas–Lynden vasútvonal fenntartója a BNSF.
A városi repülőtér közelében lévő ingatlanok kocsibejárói a futópályára nyílnak.

## Nevezetes személyek
- Daulton Hommes, kosárlabdázó[26]
- Gordon Wright, történész[27]
- Phoebe Judson, a város alapítója[28]
- Ricardo S. Martinez, bíró[29]
- Ty Taubenheim, baseballozó[30]
- Yelkanum Seclamatan, nooksack törzsfőnök[31]

## Testvérváros
- Langley, Kanada[32]

## Fordítás
- Ez a szócikk részben vagy egészben  a   Lynden, Washington című angol Wikipédia-szócikk ezen változatának fordításán alapul.  Az eredeti cikk szerkesztőit annak laptörténete sorolja fel. Ez a jelzés csupán a megfogalmazás eredetét és a szerzői jogokat jelzi, nem szolgál a cikkben szereplő információk forrásmegjelöléseként.